# (You Can Still) Rock in America
«(You Can Still) Rock in America» —en español: «(Tú aún puedes) rockear en América» es una canción de la band estadounidense de hard rock Night Ranger y fue compuesta por Jack Blades y Brad Gillis.  Es la primera melodía del álbum Midnight Madness, lanzado por MCA Records en 1983.

## Lanzamiento y recepción
Este tema fue publicado como el primer sencillo de Midnight Madness en 1983 por la misma discográfica en formato de vinilo de siete pulgadas y fue producido por Pat Glasser.  La canción «Let Him Run» —del inglés: «Déjalo que huya»— aparece en el lado B de este disco gramofónico.
El sencillo siguió con la inercia exitosa de la agrupación en aquella época, ya que logró entrar en las listas del Billboard estadounidense, llegando a las posiciones 15.º y 51.º del Mainstream Rock Tracks y Hot 100 respectivamente.

## Versión promocional
Existe una edición de promoción de «(You Can Still) Rock in America» que fue publicada en el mismo año, la cual numera dicho tema en ambos lados del vinilo.  La diferencia entre ambas caras es la duración de estas.

## Lista de canciones
| Cara A |                                   |                           |          |  |
| N.º    | Título                            | Escritor(es)              | Duración |  |
| 1.     | «(You Can Still) Rock in América» | Jack Blades / Brad Gillis | 4:16     |  |

| Cara A |               |              |          |  |
| N.º    | Título        | Escritor(es) | Duración |  |
| 2.     | «Let Him Run» | Jack Blades  | 3:29     |  |
| 7:45   |               |              |          |  |

## Créditos
- Jack Blades — voz principal (en «(You Can Still) Rock in America»), bajo y coros.
- Kelly Keagy — voz principal (en «Let Him Run»), batería y coros.
- Brad Gillis — guitarra y coros.
- Jeff Watson — guitarra.
- Alan Fitzgerald — teclados y coros.

## Listas
| Año  | País           | Lista                            | Posición máxima |
| ---- | -------------- | -------------------------------- | --------------- |
| 1983 | Estados Unidos | Billboard Hot 100                | 51.º            |
| 1983 | Estados Unidos | Billboard Mainstream Rock Tracks | 15.º            |